# (4738) Jimihendrix
(4738) Jimihendrix es un asteroide perteneciente al cinturón de asteroides, descubierto el 15 de septiembre de 1985 por David Goldstein desde el Observatorio del Monte Palomar, Estados Unidos.

## Designación y nombre
Designado provisionalmente como 1985 RZ4. Fue nombrado Jimihendrix en honor al músico estadounidense Jimi Hendrix que llegó a la fama con su banda, "The Jimi Hendrix Experience", a finales de la década de 1960. Considerado el padre del rock and roll eléctrico, su innovadora forma de tocar la guitarra y sus energéticas presentaciones en vivo revolucionaron el género y continúan inspirando a músicos de hoy en día.

## Características orbitales
Jimihendrix está situado a una distancia media del Sol de 2,681 ua, pudiendo alejarse hasta 3,139 ua y acercarse hasta 2,224 ua. Su excentricidad es 0,170 y la inclinación orbital 13,21 grados. Emplea 1604 días en completar una órbita alrededor del Sol.

## Características físicas
La magnitud absoluta de Jimihendrix es 12,5. Tiene 8,204 km de diámetro y su albedo se estima en 0,288.